# Независими работнически професионални съюзи
Независимите работнически професионални съюзи са професионални съюзи, свързани с Българската комунистическа партия, създадени след априлските събития в България през 1925 година.
Забраната на Общия работнически синдикален съюз от Закона за защита на държавата принуждава дейците му да работят в полузаконни условия. Правителствените репресии след атентата в църквата „Света Неделя“ от 1925 налагат прекратяване на нелегалната дейност.
Дейци на ОРСС създават НРПС, които не се обединяват в една организация, тъй това е забранено от закона.
НРПС участват активно в работническите борби през 20-те и 30-те годинина 20 век. Организират множество демонстрации и стачки. В международен план поддържат съдействието с Профинтерна.
Забранени са след Деветнайсетомайския преврат от 1934 година. Известно време дейците им се борят срещу влиянието на Българския работнически съюз. През март 1936 година ЦК на БКП взема решение всички бивши дейци на НРПС да се включат в дейността на БРС, като се опитат да спечелят влияние в него и да овладеят ръководни позиции.